# Liphistius laruticus
Liphistius laruticus is een spinnensoort uit de familie Liphistiidae. De soort komt voor in Maleisië.